# Носеите
Носеите (Носейте, Носеи или Носей) е село в Северна България. То се намира в община Трявна, област Габрово.

## География
Село Носеите се намира в планински район, в Тревненска планина, и се числи към кметство Плачковци. Местностите в землището носят имена като Кръста, Бончовото, Курията, Чукара, Трапа, Черковището, Копака, Язови дупки, Мандрище, Милчова ратлина, Юрта и др. Носеите е свързано чрез коларски (черен) път с Енчевци и Сечен камък. От Плачковци (5 км) има асфалтов път, който продължава до Бърдарите.

## История
Името на колиби Носеите идва, според легендата, записана от краеведа Тодор Нейков, от това, че първите заселници много се носели (т.е. много обикаляли), докато се установят на това място. Тези заселници били братята Колю и Стоян от габровското село Зелено дърво, опожарявано многократно от турците.
След Освобождението Носеите са включени в Селско-речката община (и не след дълго към новосъздадената Енчевска селска община), Тревненска околия (закрита 1898 г. и присъединена към Дряновска околия), Търновска губерния (окръг от 1880 г.). Според един документ от 1901 година колиби Носейте има 14 къщи. Изброените фамилии са Скрежеви, Пеневи, Добреви, Каракичеви, Кичюкови, Къневи, Иванови (Ноеви) и Цаневи. През 1910 г. населението наброява 74 души.
Подобно на повечето околни колиби, мъжете са ходели на гурбет като дюлгери, работели са в коксовите пещи в Плачковци и са се занимавали със земеделие и животновъдство. Произвеждали са предимно овощни култури и картофи, които са продавали чак в Русенско. Развива се и бубарството. Тук е имало известни майсторки, които са извличали влакното от пашкула. Това са Мара Стефанова, Елена Кънева Кючукова и Стояна Иванова Стефанова.
Носеиците са се черковали в църквата „Св. Успение Богородично“ и са посещавали народното основно училище „Отец Паисий“ в село Енчовци.
През 1925 година са събрани 22460 лева и е построена долната чешма, на място подарено от Дамян Кючюков.
На 18.07.1995 влиза в сила „Закон за административно-териториалното устройство на Република България от 03.06.1995 г.“, с който колиби Носеите автоматично получава статут на село. 

## Религии
Православно християнство

## Демография
| година | души |
| ------ | ---- |
| 1985   | 10   |
| 1999   | 10   |
| 2007   | 7    |

## Културни и природни забележителности
- Чешма (долната) от 1925 г. с изписани имената на дарителите и интересна украса под формата на глава.
- Връх Мъхченица, висок 1042 м над.вис.

## Други
Ледник Носеи на остров Смит в Антарктика е наименуван на селото.